# Gonzalo Eltesch
Gonzalo Eltesch (Valparaíso, 1981) es un escritor chileno.

## Carrera
Eltesch nació en Valparaíso, donde estudió literatura. Más adelante cursó estudios en la Universidad Diego Portales. En 2008 se vinculó profesionalmente con la editorial Penguin Random House Chile como director literario. Su novela debut, Colección particular, fue bien recibida por la crítica especializada.
En 2017 fue incluido en la lista Bogotá39, un proyecto que reconoce a los escritores más destacados de Latinoamérica menores de 39 años.